# Hunter × Hunter
Hunter × Hunter (ハンター×ハンター Hantā Hantā?)  är en japansk manga- och animeserie skapad av Yoshihiro Togashi. Det är en fantasy/äventyrsserie där Gon Freecss har huvudrollen tillsammans med Killua Zoldyck, Leorio, Kurapika och Hisoka (Stavningen på deras namn varierar kraftigt beroende på vilken översättning från japanska till engelska man stöter på).

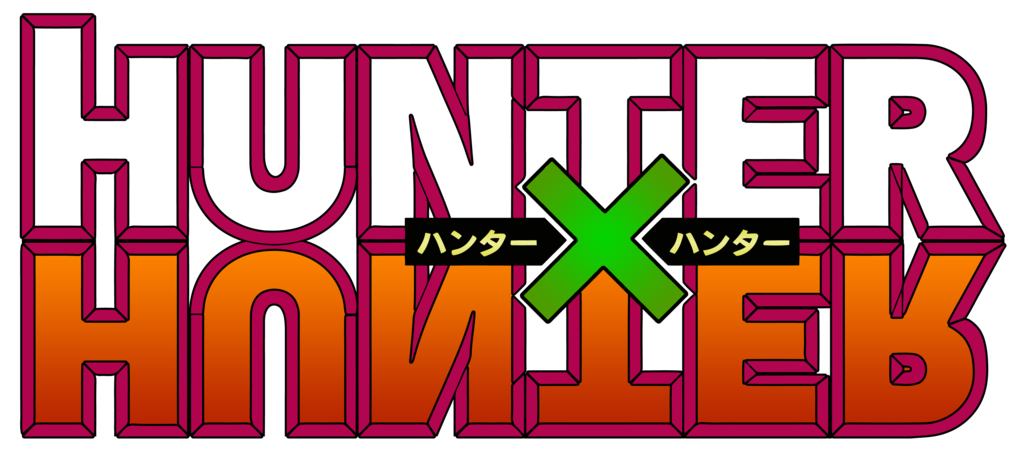
Hunter x Hunter

Tidigt i serien beskrivs hur de olika rollfigurerna möter varandra när de av olika anledningar försöker få Hunter-licens. Serien varierar mellan att vara färgglad, komisk och gullig till att vara en mörk serie med extremt våld och förvridna personligheter.
2011 började madhouse sända en ny animeversion.

## Avsnitt/volymer
Animeserien består av 62 avsnitt som sändes i japansk TV mellan 1999 och 2001. Ytterligare avsnitt 63 till 92 som släpptes som tre stycken OVA:er. 
- Hunter × Hunter: Original Video Animation 2002
- Hunter × Hunter: Greed Island OVA 2003
- Hunter × Hunter: Greed Island Final OVA 2004

Den första mangavolymen utgavs 1998 och den 25:e volymen utgavs i mars 2008. Endast de 20 första volymerna har hittills utgivits på engelska. Skapandet av flera japanska volymer samt översättningen till engelska framskrider kontinuerligt. Animen och de tre OVA som finns baseras på de första 18 volymerna av mangan och slutar exakt i kapitel 185, sida 10-11.
Hunter × Hunter utgör tillsammans med Yu Yu Hakusho Yoshihiro Togashis kändaste verk. Som kuriosa kan nämnas att Togashi är gift med Sailor Moons skapare Naoko Takeuchi.

## Handling
Huvudfiguren Gon Freecss bestämmer sig för att hitta sin pappa, som är en av världens bästa "Hunters". Men för att han ska vara värdig att träffa honom ger han sig ut på en resa för att bli en så bra "Hunter" att han kan hitta fadern. På sin resa träffar han vänner, men han får även kämpa för sitt liv, han måste se framåt och bli bättre för att överleva.

## Hunter
En Hunter är en person som har klarat extrema test och fått en Hunter-licens. Som Hunter samlar man på ovanliga objekt, utforskar världen efter oupptäckta platser/växter/djur, fångar skurkar eller försöker bara tjäna så mycket pengar som möjligt. Det är helt upp till en själv, man får göra precis vad man vill. Med Hunter-licensen kommer många fördelar vad gäller allt från gratis transportering och åtkomst till länder och platser som inte är tillgängliga för allmänheten.

## Rollfigurer
- Gon Freecss (ゴン=フリークス Gon Furīkusu?) - Seriens huvudperson som kan beskrivas som ovanligt optimistisk, naiv och äventyrslysten.
- Killua Zoldyck (キルア=ゾルディック Kirua Zorudikku?) - En pojke som är jämnårig med Gon. Trots sin ålder är han extremt stark, vilket visar sig bero på en "dunkel" bakgrundshistoria.
- Leorio (レオリオ Reorio?) - Väldigt fysiskt stark och enträgen. Till en början uppger han att han vill bli en Hunter på grund av pengarna.
- Kurapika (クラピカ Kurapika?) - En ungdom som i början av serien är 17 år. Han är då väldigt tystlåten och hemlighetsfull men även ihärdigare än den genomsnittlige kandidaten till Hunter-examen, även han har liksom Killua ett dunkelt förflutet. Han är den sista överlevande av Kurta-klanen och vill bli en hunter för att lättare kunna få tag på information om Genei Ryodan. Kurapika vill hämnas sin klan som Genei Ryodan utplånade enbart för klanens ögon skull, Kurta-klanen var känd för att deras ögon fick en vacker röd färg när de känner starka känslor, en färg som inte försvann om de dog i detta tillstånd.
- Hisoka (ヒソカ Hisoka?) - En man i övre 20-årsåldern. Han tycker att det är kul att döda och är mycket kraftfull. Han dödar till exempel genom att kasta kort ifrån sin kortlek.

Genei Ryodan (幻影旅団)

- Chrollo Lusilfer (クロロ=ルシルフル, Kuroro Rushirufuru) - Ledaren för Genei Ryodan, är 26 år gammal i volym 11.
- Bonolenov (ボノレノフ, Bonorenofu)
- Feitan (フェイタン)
- Franklin (フランクリン, Furankurin)
- Kortopi (コルトピ, Korutopi)
- Machi (マチ?)
- Nobunaga Hazama (ノブナガ＝ハザマ,)
- Pakunoda (パクノダ)
- Phinks (フィンクス, Finkusu)
- Shalnark (シャルナーク, Sharunāku)
- Shizuku (シズク, Shizuku)
- Uvogin (ウボォーギン, Ubōgin)

( Hisoka (ヒソカ, Hisoka) )